# Barnett Newman
Barnett Newman (* 29. Januar 1905 in New York; † 4. Juli 1970 ebenda) war ein amerikanischer Maler und Bildhauer. Er war einer der Hauptvertreter des abstrakten Expressionismus und entwickelte gemeinsam mit Mark Rothko, Clyfford Still und Robert Motherwell die Farbfeldmalerei sowie die Hard-Edge-Malerei. Daneben übte er in seinen kunsttheoretischen Schriften einen großen Einfluss auf die Entwicklung der Malerei im 20. Jahrhundert aus, besonders auf die Entstehung der Minimal Art.

## Leben

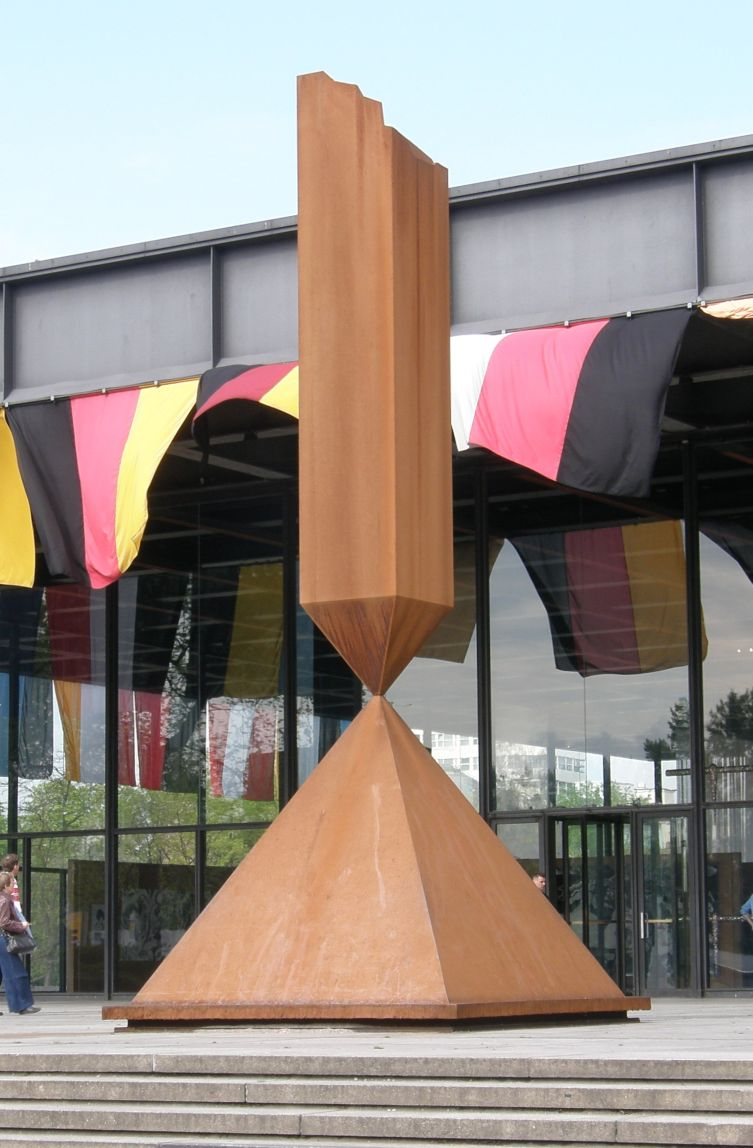
Broken Obelisk von Barnett Newman

Newman wurde als Barnett Baruch Newman in New York als Sohn polnisch-jüdischer Emigranten geboren. Er studierte 1919 bis 1927 an der Art Students League of New York bei Duncan Smith und John French Sloan sowie 1923 am City College of New York mit Schwerpunkt Philosophie. 1927 erhielt er den Bachelor of Arts. Von 1931 bis 1939 arbeitete er aushilfsweise als Kunstlehrer an New Yorker High Schools, da er bei seinem Examen, das er im Jahre 1942 jedoch bestand, dreimal durchgefallen war. Aktiv wandte sich Newman erst ab 1937 der Malerei zu und wurde 1944/1945 durch seine surreal-kalligrafischen Zeichnungen bekannt. Zu dieser Zeit stellte er eine Liste der gewünschten Vertreter für das zu gründende New Art Movement auf. Er nannte neben Gottlieb, Rothko, Pollock, Hofmann, Baziotes und Gorky auch abtrünnige Surrealisten, so erscheint Wolfgang Paalen sogar zweimal. Motherwell dagegen versah er darin noch mit einem Fragezeichen. 1948 publizierte Barnett Newman den Aufsatz The Sublime is Now und gründete gemeinsam mit Mark Rothko, William Baziotes, Robert Motherwell und David Hare eine Schule mit dem Namen Subjects of the Artists. Zu dieser Zeit malte Newman vor allem abstrakt-expressionistische Bilder (siehe auch Black Paintings). Ab 1948 führte Newman diese (auch Post-Painterly genannte) Abstraktion weiter zur rein strukturell orientierten Hard Edge-Malerei, ähnlich wie wenig später der US-amerikanische Maler und Kunsttheoretiker Ad Reinhardt.
Seine erste Einzelausstellung hatte Newman 1950 bei Betty Parsons in New York, nach der er sich allerdings aufgrund der niederschmetternden Kritiken bis 1958 zurückzog, um in einer erneuten Einzelausstellung am Bennington College in Vermont seine Werke wiederum dem Publikum vorzulegen. Im gleichen Jahr beteiligte er sich an der Ausstellung The New American Painting des Museum of Modern Art in New York. In diesen Werken führte er die Reduktion von Form und Farbe ins Extrem, indem er großflächig monochrome Leinwände zeigte, die gelegentlich von kontrastierenden Linien durchzogen wurden. Diesem Stil blieb er bis zu seinem Tod treu, etwa mit seinem letzten Werk Midnight Blue.
Newman geriet 1951 in eine Debatte mit dem angesehenen Kunsthistoriker Erwin Panofsky von der Princeton University. Panofsky schrieb an ART News, nachdem das Februarheft 1951 der Zeitschrift ein großformatiges rotes, abstraktes Gemälde von Newman mit dem etwas pompösen Titel „Vir Heroicus Sublimus“ vorgestellt hatte, einen kritischen Leserbrief, der die falsche lateinische Endung sublimus (statt sublimis) kritisierte. Daraufhin kam es zu einer Leserbriefkontroverse mit Newman, der mit der Hilfe seines Freundes Meyer Schapiro nachweisen konnte, dass sublimus tatsächlich eine zulässige Nebenform von sublimis gewesen sei. In Wahrheit ging es aber nicht um richtiges oder falsches Latein und um Druckfehler, sondern um die Diskreditierung des Princeton-Professors, der in seinem Leserbrief auch freimütig seine Schwierigkeiten mit der Würdigung der modernen Kunst zugegeben hatte („I find it increasingly hard to keep up with contemporary art“).
Barnett Newman war 1959 Teilnehmer der documenta II und 1968 der 4. documenta in Kassel sowie 1965 der Biennale von São Paulo. 1964 reiste Newman nach Europa und besuchte London, Basel, Colmar, Paris und Chartres. Zwei weitere Europareisen in den Jahren von 1967 bis 1968 führten ihn nach Irland, Frankreich, in die Schweiz, die Niederlande und nach Spanien. Er inspirierte Philosophen wie Jean-François Lyotard und Wolfgang Welsch zur Auseinandersetzung mit seiner Kunst und zur „Re-Animation“ des Erhabenen in der Ästhetik.
1970 starb er in New York an den Folgen eines Herzinfarkts.
1982 wurde auf sein Gemälde Who’s Afraid of Red, Yellow and Blue in der West-Berliner Neuen Nationalgalerie von einem Besucher eingeschlagen und 1997 sein Werk Cathedra im Stedelijk Museum in Amsterdam mit einem Messer zerschnitten.

## Werke (Auswahl)
- Onement, I (1948), II (1948), III (1949), IV (1949), V (1952), VI (1953)
- Abraham, 1949, Museum of Modern Art, New York
- Cathedra, 1951, Stedelijk Museum Amsterdam
- Vir Heroicus Sublimis, 1950/51, Museum of Modern Art, New York
- Adam, 1951/52, Tate Gallery, London
- The Stations of the Cross – Lema Sabachthani, 1958–1966, National Gallery of Art, Washington, D.C.
- Who’s Afraid of Red, Yellow and Blue, I (1966), II (1967), III (1966/67), IV (1969/79)
- Voice of Fire, 1967, National Gallery of Canada, Ottawa

### Selbstzeugnisse
- Barnett Newman: Schriften und Interviews 1925–1970, Gachnang und Springer, Bern/Berlin 1996

### Monographien
- Richard Shiff: Barnett Newman. A catalogue raisonné, New Haven, Conn. (u. a.), Yale University Press, 2004
- Franz Meyer: Barnett Newman. The stations of the cross, lema sabachthani, Richter Verlag, Düsseldorf 2003
- Kunstsammlung Nordrhein-Westfalen (Hrsg.): Einblicke. Das 20. Jahrhundert in der Kunstsammlung Nordrhein-Westfalen, Düsseldorf, Hatje Cantz Verlag, Ostfildern-Ruit 2000, ISBN 3-7757-0853-7
- Armin Zweite, Maria Müller (Hrsg.): Barnett Newman. Bilder – Skulpturen – Graphik; (anlässlich der Ausstellung Barnett Newman. Bilder – Skulpturen – Graphik in der Kunstsammlung Nordrhein-Westfalen, Düsseldorf, 17. Mai bis 10. August 1997), Hatje Cantz, Ostfildern-Ruit 1999
- Sebastian Egenhofer: The sublime is now. Zu den Schriften und Gesprächen Barnett Newmans, Fölbach, Koblenz 1996

### Zeitschriftenartikel
- Matthew Baigell: Newman's „The Stations of the Cross: Lema Sabachthani“, A Jewish Take, in: Art criticism, Bd. 19 (2004), 1
- Martin Gayford: Being in a Field. I don't create space, I declare it, claimed Barnett Newman, in: Modern painters, Bd. 15 (2002), 3
- Tim Sommer: Auf der Suche nach dem Absoluten – Barnett Newman, in: Art, (2002), 11
- Ulf Poschardt: Das Erhabene ist jetzt. Über die Implosion des Zeitkerns in Bildern von Barnett Newman, in: Kunstforum international, Bd. 150 (2000)
- Max Imdahl: Barnett Newman, ‚Who's Afraid of Red, Yellow and Blue III‘, in: Gesammelte Schriften, Bd. 1, S. 244–270, Frankfurt 1996